# Johannes Nellemann
Johannes Magnus Valdemar Nellemann (født 1. november 1831 i København, død 26. august 1906 sammesteds) var dansk jurist og politiker.
Nellemann blev student i 1849, cand.jur. i 1855 og i 1859 professor ved Københavns Universitet. 1874-75 var han tillige rektor. I sit juridiske virke beskæftigede han sig især med retsplejereformen, der havde været under udarbejdelse siden enevældens fald, og han var en stærk fortaler for offentlighed og mundtlighed i retsplejen og også for lægmænds deltagelse i strafferetsplejen.
Nellemann var medlem af Landstinget fra 1870, men påbegyndte for alvor sin politiske virksomhed i 1875, da han indtrådte som justitsminister og minister for Island i Estrups første regering, og han besad posten helt til 1896. Det faldt således i Nellemanns lod at blive en hovedaktør i den bitre forfatningsstrid i provisorieårene, idet han jo som justitsminister stod som den juridiske garant for Estrups provisoriske lovgivning. Selv om han var fuldt loyal over for Estrup, hørte han også til den fløj af regeringen, som i 1894 var med til at indgå forlig i Folketinget og hermed få indledt en forsoningsproces.
Han var medlem af Videnskabernes Selskab fra 1883 og blev Storkors af Dannebrogordenen 1878 og Elefantridder 1893. I 1896 udnævntes han til nationalbankdirektør.